# Список кантри-хитов № 1 2020 года (Billboard)

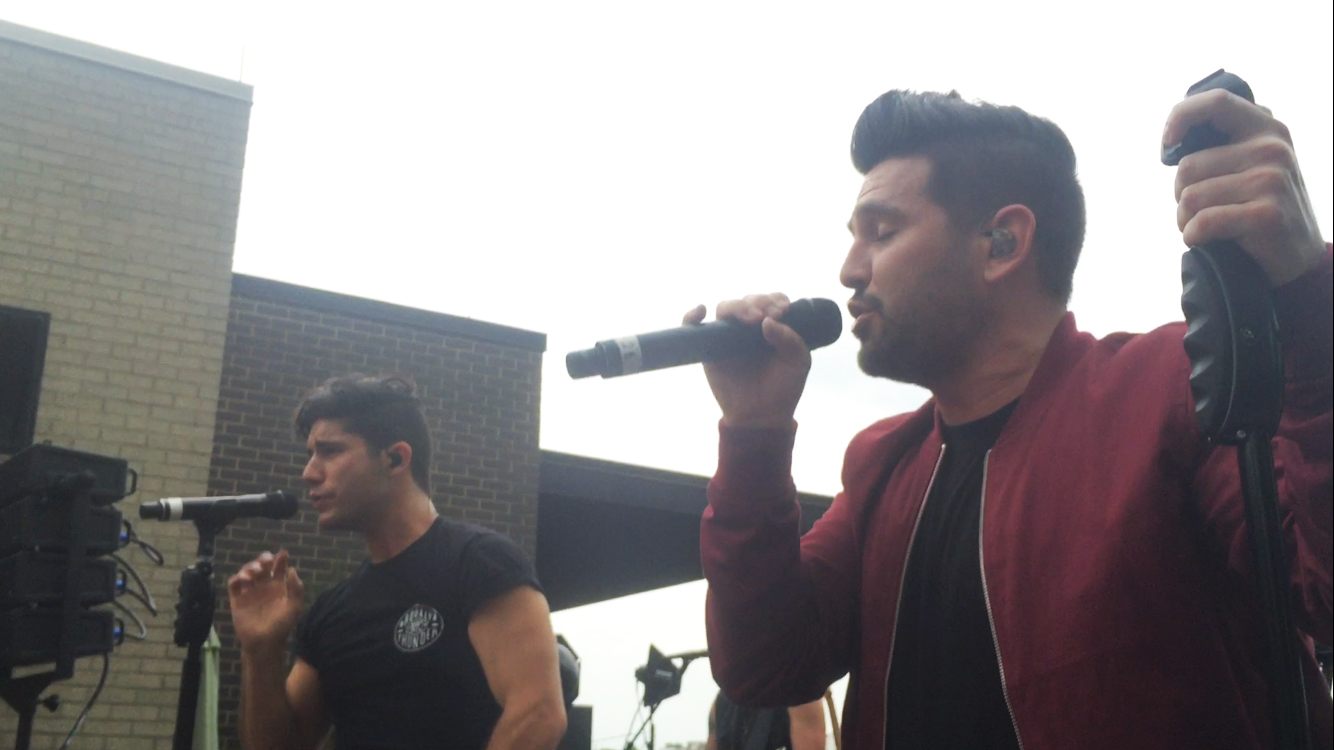
Кантри-дуэт Dan + Shay (и Джастин Бибер) лидировал с хитом «10,000 Hours» в начале 2020 года

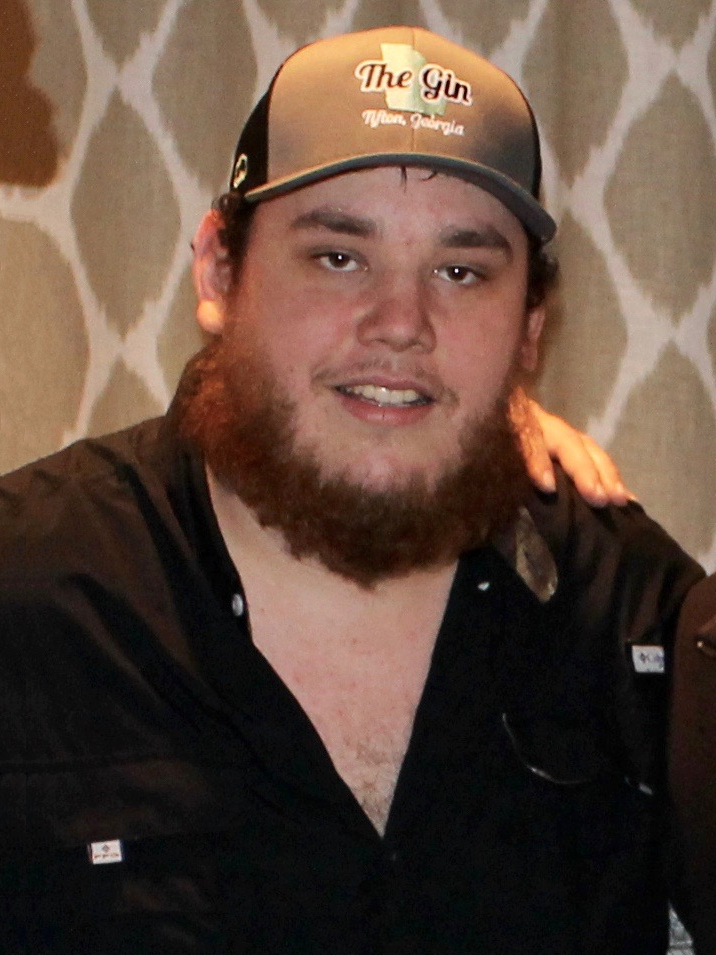
Кантри-певец Люк Комбс лидировал со своим хитом «Even Though I'm Leaving».

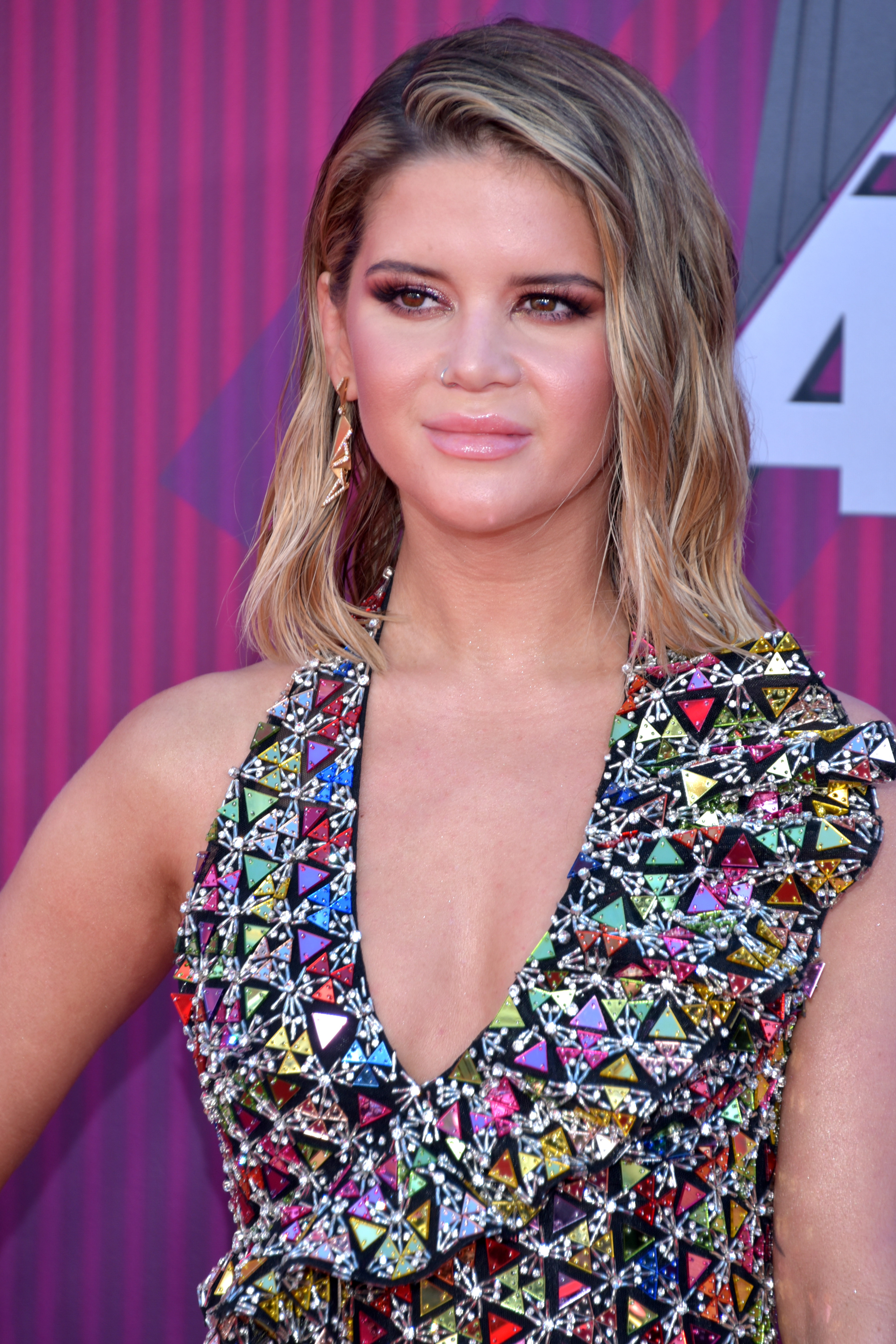
Певица Марен Моррис лидировала со своим хитом «The Bones».

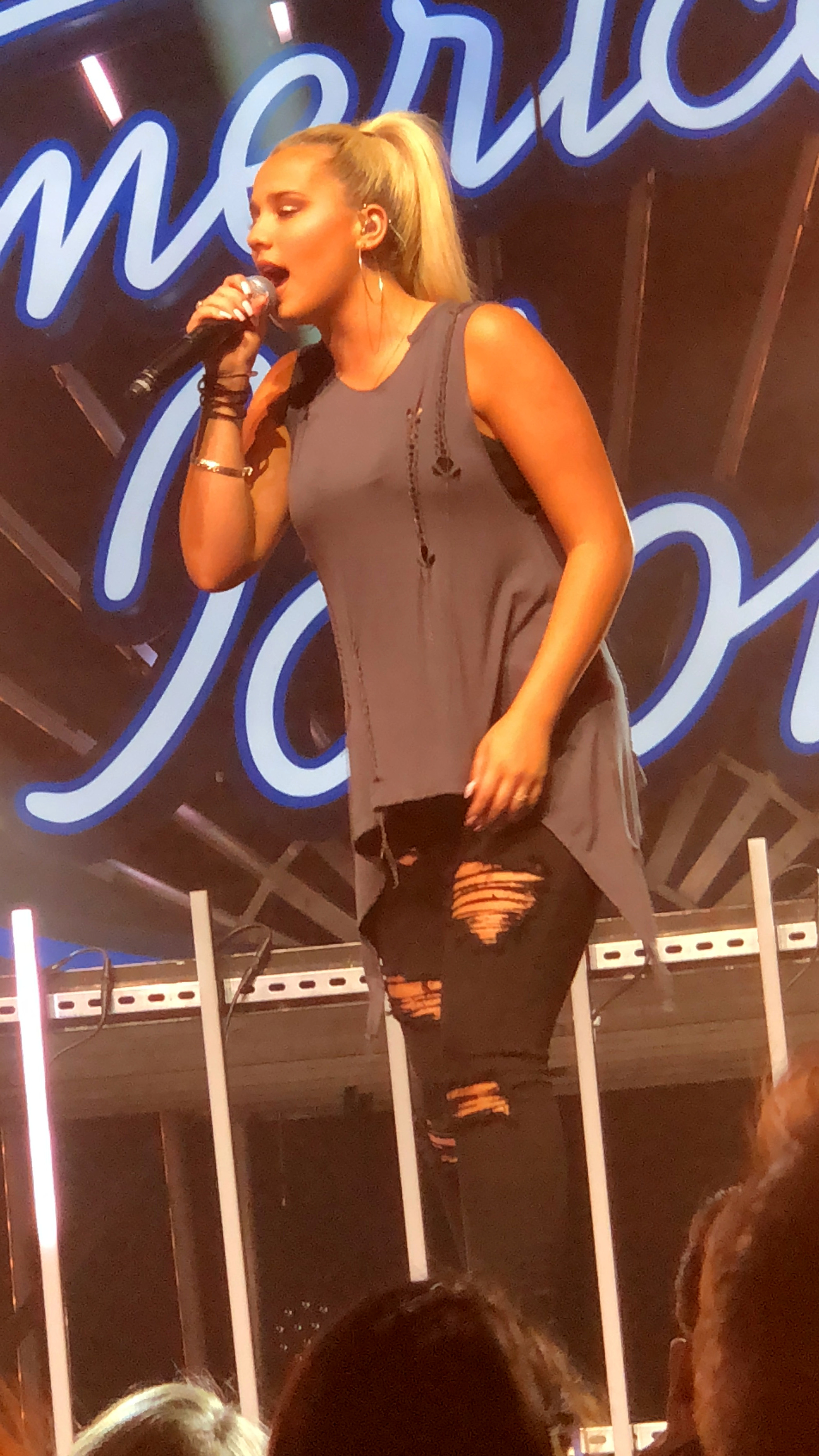
Габби Барретт лидировала со своим хитом «I Hope».

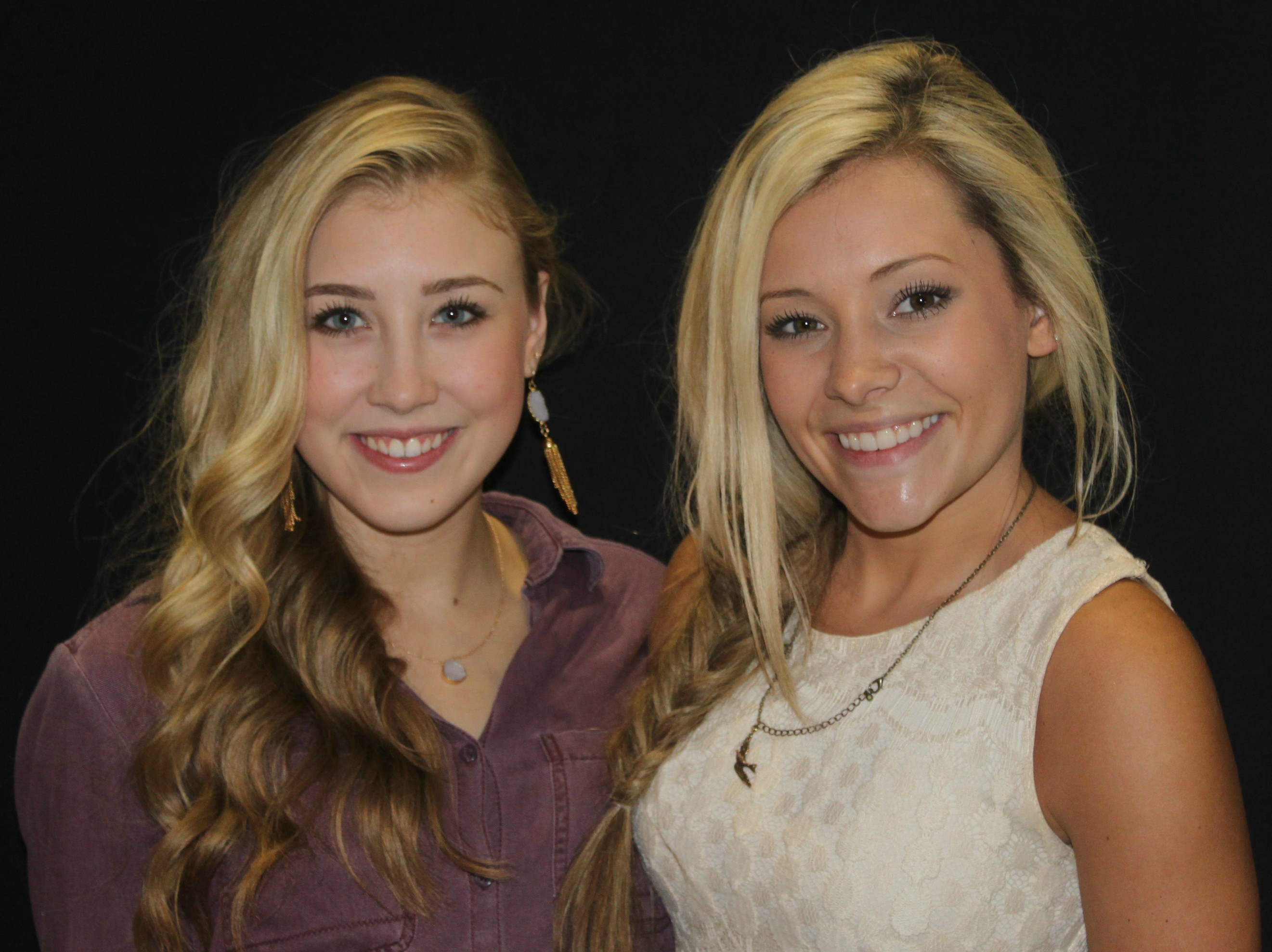
Дуэт Maddie & Tae лидировал со своим хитом «Die from a Broken Heart».

Список кантри-хитов № 1 2020 года включает самые популярные песни жанра кантри-музыки, которые возглавляли американский хит-парад Hot Country Songs журнала Billboard в 2020 году (данные стали известны заранее, так как публикуются на неделю вперёд).

## История
- 4 января двенадцатую неделю подряд на первом месте Country Songs находился сингл «10,000 Hours» в исполнении Dan + Shay и Джастина Бибера. Радио-чарт Country Airplay пятую неделю возглавлял сингл «Even Though I'm Leaving» кантри-певца Люка Комбса (седьмой его чарттоппер подряд)[3][4][5].
- 11 января сингл «Ridin' Roads» певца Дастина Линча возглавил радиочарт Country Airplay (он стал шестым его чарттоппером на 41-й неделе нахождения в чарте). Ранее он лидировали с хитами: «Small Town Boy» (4 недели на № 1 в сентябре 2017); «Seein’ Red» (одна неделя, февраль 2017); «Mind Reader» (1, июнь 2016); «Hell of a Night» (1, сентябрь 2015); «Where It’s At (Yep, Yep)» (2 недели, сентябрь-октябрь 2014). Одновременно абсолютный рекорд поставил Гарт Брукс, ставший первым исполнителем, который появлялся со своими хитами в Hot Country Songs пять десятилетий подряд: ’80-е, ’90-е, ’00-е, ’10-е и ’20-е. На этот раз с синглом «Dive Bar» вместе с Блейком Шелтоном. Первым хитом был сингл «Much Too Young (To Feel This Damn Old)» (25 марта 1989, дебютировал на № 94 и достиг 8-го места в июле, став его первым из 36 хитов в top-10). Всего было 89 хитов в чарте, включая 19 чарттопперов. Ранее по пять декад в Hot Country Songs появлялись такие иконы кантри как Вилли Нельсон и Долли Партон (оба в 2018), оба по шесть декад (1960-е-2010-е), а Партон побывала как минимум с одним хитом в top-20 в каждую из этих декад. Также, George Jones в 2011 году установил абсолютный рекорд: семь декад появлений его хитов в кантри-чарте, начиная с 1950-х годов[6].
- 18 января сингл «What If I Never Get Over You» группы Lady Antebellum возглавил радиочарт Country Airplay (он стал десятым чарттоппером для дуэта на 35-й недели нахождения в радиочарте). Ранее они лидировали с хитами:	«I Run to You» (26 недель шёл до № 1; одна неделя на № 1, начиная с 25 июля 2009), «Need You Now» (14 недель шёл до № 1; пять недель на № 1, начиная с 28 ноября 2009); «American Honey» (17; две, 24 апреля 2010); «Our Kind of Love» (17; две, 25 сентября 2010); «Just a Kiss» (14; две, 20 августа 2011); «We Owned the Night» (15; две, 10 декабря 2011); «Downtown» (12; две, 27 апреля 2013); «Compass» (23; одна, 22 марта 2014); «Bartender» (16; одна, 13 сентября 2014)[7].
- 25 января сингл «10,000 Hours» в исполнении Dan + Shay и Джастина Бибера впервые возглавил радиочарт Country Airplay (он стал седьмым чарттоппером для дуэта и первым для Бибера) и одновременно 15-ю неделю лидировал в Country Songs, 10-ю неделю лидировал в Country Streaming Songs и 6-ю неделю лидировал в Country Digital Song. Ранее во всех четырёх кантри-чартах лидировали только пять песен: «Beautiful Crazy» (Люк Комбс, 4 недели в 2019), «Body Like a Back Road» (Сэм Хант, 3, 2017), «Blue Ain’t Your Color» (Кит Урбан, 1, 2017), «Burnin’ It Down» (Джейсон Олдин, 2, 2014) и «Play It Again» (Люк Брайан, 2, 2014)[8].
- 1 февраля 15-ю неделю чарт Country Songs возглавлял сингл «10,000 Hours» в исполнении Dan + Shay и Джастина Бибера. Он же 2-ю неделю возглавлял радио-чарт Country Airplay[9].
- 22 февраля вторую неделю в радиочарте Country Airplay лидировала песня «The Bones» певицы Марен Моррис (её 4-й чарттоппер). Она стала первой за два года женщиной во главе этого чарта после хита «Drowns the Whiskey» (Jason Aldean при участии Miranda Lambert, 2 недели на № 1 в августе 2018 года) и первой за 7 лет женщиной с мультинедельным лидером чарта («Blown Away» был 2 недели на № 1 в Carrie Underwood в октябре-ноябре 2012 года). Одновременно, 19-ю неделю чарт Country Songs возглавлял сингл «10,000 Hours» в исполнении Dan + Shay и Джастина Бибера. Это 4-й результат с 1958 года (столько же было у Leroy Van Dyke с хитом «Walk On By» в 1961—62 годах), больше было только у трёх лидеров: Биби Рекса и Florida Georgia Line («Meant to Be» — 50 недель на № 1, 2017—18), Сэм Хант («Body Like a Back Road» — 34 недели, 2017) и FGL («Cruise» — 24 недели, 2012—13)[10].
- 4 апреля сингл «What She Wants Tonight» в исполнении Люка Брайана возглавил радиочарт Country Airplay. Он стал 22-м чарттоппером для Брайана и это шестой результат после запуска чарта в 1990 году. Лидируют Кенни Чесни (30 хитов № 1), Тим Макгро (29), Алан Джексон (26), Блейк Шелтон (26) и Джордж Стрейт (26)[11].
- 18 апреля сингл «Catch» в исполнении Бретта Янга возглавил радиочарт Country Airplay. Он стал пятым здесь чарттоппером и самым долго восходящим до первого места его синглом (46 недель). Ранее, 30 недель до № 1 шёл сингл его «Here Tonight» (2019). Одновременно, другой певец (Travis Denning) побил рекорд по числу недель нахождения его трека («After a Few») в чарте до попадания в лучшую десятку Country Airplay (это произошло на 57-й неделе, то есть более года). Ранее этот рекорд удерживали два сингла с одинаковым результатом в 50 недель до попадания в top 10: «A Girl Like You» (Easton Corbin, 2018) и «Outta Style» (Aaron Watson, 2017)[12].
- 2 мая чарт Country Airplay возглавил хит «Nobody But You» дуэта Блейк Шелтон и Гвен Стефани. Для Шелтона это его 27-й чарттоппер, третий результат, больше только у Кенни Чесни (30) и Тим Макгро (29)[13][14]
- 16 мая чарт Country Airplay возглавил хит «Beer Can't Fix» дуэта Томас Ретт и Джон Парди. Для Ретта это его 15-й чарттоппер, а для Парди четвёртый. «Beer» для Ретта и 9-й подряд лидер чарта, это увеличение рекорда, вторым идёт Люк Комбс с 7 подряд чарттопперами и Old Dominion с шестью[15].
- 23 мая чарт Country Airplay возглавил хит «Chasin' You» Морган Уоллена (третий его чарттоппер), а Country Songs 11-ю неделю возглавляла Марен Моррис, сольный рекорд для женщин (у Тейлор Свифт было 10 недель на № 1 с хитом «We Are Never Ever Getting Back Together» в 2012 году)[16].
- 25 апреля чарт Country Airplay возглавил хит «I Hope» певицы Габби Барретт. Для 20-летней исполнительницы и финалистки конкурса American Idol это дебютный сингл и сразу первый чарттоперр в её карьере.
- 30 мая чарт Country Airplay возглавил хит «Does to Me» Люка Комбса и Эрик Чёрч. Для Комбса это его 8-й чарттоппер, а для Чёрча его 9-й[17]. 6 июня чарт Country Airplay снова возглавил хит «Does to Me»[18].
- 13 июня чарт Country Airplay возглавил хит «After a Few» певца Трэвис Деннинг, который шёл 65 недель к своей вершине и это двойной рекорд, включая общее число нахождения в радиочарте. Это уже второе побитие этого рекорда за год. «After a Few» опередил мартовское 58-недельное достижение Джимми Аллена и его трека «Make Me Want To», который в свою очередь побил прошлый рекорд. Ранее его удерживал Крис Янг, чей хит «Voices» шёл к № 1 пятьдесят одну неделю в 2011 году[19].
- 20 июня чарт Country Airplay возглавил хит «I Hope You're Happy Now» дуэта Карли Пирс и Ли Брайс. Для Пирс это её 2-й чарттоппер, а для Брайса его 6-й[20].
- 4 июля чарт Country Airplay возглавил хит «Here and Now» кантри-певца Кенни Чесни. Это его 31-й рекордный чарттоппер и он впереди всех: Тим Макгро (29), Блейк Шелтон (27), Алан Джексон (26), Джордж Стрейт (26)[21].
- 25 июля чарт Hot Country Songs возглавил трек «I Hope» певицы Габби Барретт. Это первый женский дебютный сингл на вершине чарта с 2006 года, когда шесть недель лидировала Carrie Underwood со своим первым чарттоппером «Jesus, Take the Wheel». Причём обе певицы были успешны в конкурсе American Idol: Андервуд заняла там первое место в 2005 году, а Барретт — третье в 2018 году. «I Hope» поставил рекорд по продолжительности движения к вершине: на первое место трек вышел на 64-й неделе нахождения в хит-параде Hot Country Songs. Прошлый рекорд был равен 54 неделям (Dan + Shay — «Tequila», 2 февраля 2019 года). Сингл «I Hope» сместил с вершине хит «The Bones» (Maren Morris), где тот был 19 недель подряд. В чарте Country Airplay лидировала песня «Hard to Forget» певца Сэм Хант, его седьмой чарттоппер[22].
- 1 августа чарт Country Airplay возглавил хит «Bluebird» кантри-певицы Миранды Ламберт. Это её 6-й чарттоппер, впервые за 8 лет после «Over You» (2012)[23].
- 3 и 10 августа чарт Country Airplay возглавлял хит «Done» певца Chris Janson[24].
- 22 августа чарт Country Airplay возглавил хит «Die from a Broken Heart» кантри-дуэта Maddie & Tae (Maddie Marlow и Tae Dye) спустя 54 недели релиза. Это рекорд по такой длительности для женщин, женских групп и дуэтов и четвёртый в сумме результат после рекордсмена «After a Few» (Travis Denning, 65 недель до достижения № 1 в июне 2020). Это их 2-й чарттоппер дуэта, впервые за 6 лет после их дебютного хита «Girl in a Country Song» (2014). Они второй женский дуэт с двумя чарттопперами после The Wreckers (Michelle Branch и Jessica Harp), которые свой второй хит номер один получили в сентябре 2006). Среди полностью женских групп или дуэтов, только The Chicks имеют больше чарттопперов (шесть). Кроме того, трек «Die from a Broken Heart» это уже шестой лидер чарта Country Airplay в исполнении женщин (всего седьмой раз с 1990 года такое большое их представительство), больше было только в 2016 году, когда женщины лидировали 8 раз[25].
- 29 августа чарт Hot Country Songs возглавил хит «7 Summers» Морган Уоллена (второй его чарттоппер после «Whiskey Glasses», 2019). Причём он сразу дебютировал на вершине и это впервые с 2017 года и лишь пятый случай в истории чарта с 1958 года. В 2017 году также успешно дебютировал сингл «Meant to Be» (Bebe Rexha и Florida Georgia Line; рекордные 50 недель на № 1). В мультижанровом основном американском хит-параде Billboard Hot 100 трек «7 Summers» оказался на № 6. И это только второй дебют в десятке лучших top10 Hot100 для песни сольного певца без аккомпанирующего партнёра, который появился в Hot Country Songs. Ранее, Гарт Брукс под именем (альтер эго) Chris Gaines дебютировал на № 5 с хитом «Lost in You» в сентябре 1999. Кроме того, «Summers» дебютировал на № 2 в цифровом чарте Digital Song Sales и на № 5 в потоковом чарте Streaming Songs[26].
- 5 сентября чарт Country Airplay возглавил сингл «Lovin' On You» Люка Комбса. Это его 9-й подряд чарттоппер и 4-й со второго студийного альбома What You
See Is What You Get[27].
- 17 октября в Country Airplay третью неделю лидировал сингл «One of Them Girls» певца Ли Брайс (это его 7-й чарттоппер). Одновременно (17 октября) Тим Макгро получил 56-й сингл top-10 в Hot Country Songs (благодаря новому своему хиту «I Called Mama»), и опережая по этому показателю всех, включая идущих вторым Кенни Чесни (53 хита в top-10 в Hot Country Songs) и идущего третьим George Strait (47 хитов)[28].
- 24 октября чарт Country Airplay возглавил сингл «Got What I Got» певца Джейсон Олдин. Это его 22-й чарттоппер и благодаря этому успеху певец входит в число семи лучших по этому показателю (чарт Country Airplay основан в 1990): Кенни Чесни (31 чарттоппер в Country Airplay), Тим Макгро (29), Блейк Шелтон (27), Алан Джексон (26), Джордж Стрейт (26), Luke Bryan (23). Одновременно (24 октября) Гарт Брукс получил 60-й сингл top-40 в Hot Country Songs (благодаря новому своему хиту «We Belong to Each Other», а начинал впервые в 1989 году), и деля пятое-шестое место по этому показателю с певицей Reba McEntire и уступая только идущим первым-четвёртым Джордж Стрейт (79), Тим Макгро (74), Кенни Чесни (70) и Алан Джексон (63)[29].
- 31 октября чарт Hot Country Songs 14-ю финальную неделю возглавлял трек «I Hope» певицы Габби Барретт. Благодаря поп-форматному ремиксу с участием Charlie Puth, «I Hope» также возглавил многожанровый чарт Billboard Radio Songs[30].
- 7 ноября чарт Hot Country Songs возглавил сингл «Forever After All» Люка Комбса (третий его чарттоппер). Песня стала только шестой за всю историю чарта (с 1958 года), дебютировавшей на первом месте и второй за год после «7 Summers» (Morgan Wallen)[31].

### Список
| Дата        | Country Songs[A]    | Исполнитель                | Ссылка  | Country Airplay[B]             | Исполнитель                                    | Ссылка        |
| ----------- | ------------------- | -------------------------- | ------- | ------------------------------ | ---------------------------------------------- | ------------- |
| 4 января    | «10,000 Hours»      | Dan + Shay и Джастин Бибер | [ 4 ]   | «Even Though I'm Leaving»      | Люк Комбс                                      | [ 5 ] [ 32 ]  |
| 11 января   | «10,000 Hours»      | Dan + Shay и Джастин Бибер | [ 33 ]  | «Ridin' Roads»                 | Дастин Линч                                    | [ 34 ] [ 35 ] |
| 18 января   | «10,000 Hours»      | Dan + Shay и Джастин Бибер | [ 36 ]  | «What If I Never Get Over You» | Lady Antebellum                                | [ 37 ] [ 38 ] |
| 25 января   | «10,000 Hours»      | Dan + Shay и Джастин Бибер | [ 39 ]  | «10,000 Hours»                 | Dan + Shay и Джастин Бибер                     | [ 40 ]        |
| 1 февраля   | «10,000 Hours»      | Dan + Shay и Джастин Бибер | [ 41 ]  | «10,000 Hours»                 | Dan + Shay и Джастин Бибер                     | [ 42 ] [ 43 ] |
| 8 февраля   | «10,000 Hours»      | Dan + Shay и Джастин Бибер | [ 44 ]  | «Heartache Medication»         | Джон Парди                                     | [ 45 ]        |
| 15 февраля  | «10,000 Hours»      | Dan + Shay и Джастин Бибер | [ 46 ]  | «The Bones»                    | Марен Моррис                                   | [ 47 ]        |
| 22 февраля  | «10,000 Hours»      | Dan + Shay и Джастин Бибер | [ 48 ]  | «The Bones»                    | Марен Моррис                                   | [ 49 ] [ 50 ] |
| 29 февраля  | «10,000 Hours»      | Dan + Shay и Джастин Бибер | [ 51 ]  | «Kinfolks»                     | Сэм Хант                                       | [ 52 ] [ 53 ] |
| 7 марта     | «10,000 Hours»      | Dan + Shay и Джастин Бибер | [ 54 ]  | «Make Me Want To»              | Джимми Аллен                                   | [ 55 ] [ 56 ] |
| 14 марта    | «The Bones»         | Марен Моррис               | [ 57 ]  | «Homesick»                     | Кейн Браун                                     | [ 58 ] [ 59 ] |
| 21 марта    | «The Bones»         | Марен Моррис               | [ 60 ]  | «Homesick»                     | Кейн Браун                                     | [ 61 ]        |
| 28 марта    | «The Bones»         | Марен Моррис               | [ 62 ]  | «Homemade»                     | Джейк Оуэн                                     | [ 63 ]        |
| 4 апреля    | «The Bones»         | Марен Моррис               | [ 64 ]  | «What She Wants Tonight»       | Люк Брайан                                     | [ 11 ] [ 65 ] |
| 11 апреля   | «The Bones»         | Марен Моррис               | [ 66 ]  | «Slow Dance in a Parking Lot»  | Джордан Дэвис                                  | [ 67 ]        |
| 18 апреля   | «The Bones»         | Марен Моррис               | [ 68 ]  | «Catch»                        | Бретт Янг                                      | [ 12 ] [ 69 ] |
| 25 апреля   | «The Bones»         | Марен Моррис               | [ 70 ]  | «I Hope»                       | Габби Барретт                                  | [ 71 ]        |
| 2 мая       | «The Bones»         | Марен Моррис               | [ 72 ]  | «Nobody But You»               | Блейк Шелтон и Гвен Стефани                    | [ 73 ]        |
| 9 мая       | «The Bones»         | Марен Моррис               | [ 74 ]  | «Nobody But You»               | Блейк Шелтон и Гвен Стефани                    | [ 75 ]        |
| 16 мая      | «The Bones»         | Марен Моррис               | [ 76 ]  | «Beer Can't Fix»               | Томас Ретт и Джон Парди                        | [ 77 ]        |
| 23 мая      | «The Bones»         | Марен Моррис               | [ 78 ]  | «Chasin' You»                  | Морган Уоллен                                  | [ 79 ]        |
| 30 мая      | «The Bones»         | Марен Моррис               | [ 80 ]  | «Does to Me»                   | Люк Комбс и Эрик Чёрч                          | [ 81 ]        |
| 6 июня      | «The Bones»         | Марен Моррис               | [ 82 ]  | «Does to Me»                   | Люк Комбс и Эрик Чёрч                          | [ 83 ] [ 84 ] |
| 13 июня     | «The Bones»         | Марен Моррис               | [ 85 ]  | «After a Few»                  | Трэвис Деннинг                                 | [ 86 ]        |
| 20 июня     | «The Bones»         | Марен Моррис               | [ 87 ]  | «I Hope You’re Happy Now»      | Карли Пирс и Ли Брайс                          | [ 88 ]        |
| 27 июня     | «The Bones»         | Марен Моррис               | [ 89 ]  | «In Between»                   | Скотти Маккрири                                | [ 90 ]        |
| 4 июля      | «The Bones»         | Марен Моррис               | [ 91 ]  | «Here and Now»                 | Кенни Чесни                                    | [ 92 ] [ 93 ] |
| 11 июля     | «The Bones»         | Марен Моррис               | [ 94 ]  | «One Margarita»                | Люк Брайан                                     | [ 95 ]        |
| 18 июля     | «The Bones»         | Марен Моррис               | [ 96 ]  | «One Margarita»                | Люк Брайан                                     | [ 97 ]        |
| 25 июля     | «I Hope»            | Габби Барретт              | [ 98 ]  | «Hard to Forget»               | Сэм Хант                                       | [ 99 ]        |
| 1 августа   | «I Hope»            | Габби Барретт              | [ 100 ] | «Bluebird»                     | Миранда Ламберт                                | [ 101 ]       |
| 8 августа   | «I Hope»            | Габби Барретт              | [ 102 ] | «Done»                         | Chris Janson                                   | [ 103 ]       |
| 15 августа  | «I Hope»            | Габби Барретт              | [ 104 ] | «Done»                         | Chris Janson                                   | [ 105 ]       |
| 22 августа  | «I Hope»            | Габби Барретт              | [ 106 ] | «Die from a Broken Heart»      | Maddie & Tae                                   | [ 107 ]       |
| 29 августа  | «7 Summers»         | Морган Уоллен              | [ 108 ] | «Why We Drink»                 | Джастин Мур                                    | [ 109 ]       |
| 5 сентября  | «I Hope»            | Габби Барретт              | [ 110 ] | «Lovin' On You»                | Люк Комбс                                      | [ 111 ]       |
| 12 сентября | «I Hope»            | Габби Барретт              | [ 112 ] | «Lovin' On You»                | Люк Комбс                                      | [ 113 ]       |
| 19 сентября | «I Hope»            | Габби Барретт              | [ 114 ] | «Lovin' On You»                | Люк Комбс                                      | [ 115 ]       |
| 26 сентября | «I Hope»            | Габби Барретт              | [ 116 ] | «Lovin' On You»                | Люк Комбс                                      | [ 117 ]       |
| 3 октября   | «I Hope»            | Габби Барретт              | [ 118 ] | «One of Them Girls»            | Ли Брайс                                       | [ 119 ]       |
| 10 октября  | «I Hope»            | Габби Барретт              | [ 120 ] | «One of Them Girls»            | Ли Брайс                                       | [ 121 ]       |
| 17 октября  | «I Hope»            | Габби Барретт              | [ 122 ] | «One of Them Girls»            | Ли Брайс                                       | [ 123 ]       |
| 24 октября  | «I Hope»            | Габби Барретт              | [ 124 ] | «Got What I Got»               | Джейсон Олдин                                  | [ 125 ]       |
| 31 октября  | «I Hope»            | Габби Барретт              | [ 126 ] | «Some Girls»                   | Jameson Rodgers                                | [ 127 ]       |
| 7 ноября    | «Forever After All» | Люк Комбс                  | [ 128 ] | «Everywhere but On»            | Matt Stell                                     | [ 129 ]       |
| 14 ноября   | «I Hope»            | Габби Барретт              | [ 130 ] | «Love You Like I Used To»      | Russell Dickerson                              | [ 131 ]       |
| 21 ноября   | «I Hope»            | Габби Барретт              | [ 132 ] | «Love You Like I Used To»      | Russell Dickerson                              | [ 133 ]       |
| 28 ноября   | «I Hope»            | Габби Барретт              | [ 134 ] | «More Than My Hometown»        | Морган Уоллен                                  | [ 135 ]       |
| 5 декабря   | «I Hope»            | Габби Барретт              | [ 136 ] | «One Beer»                     | Hardy при участии Lauren Alaina и Devin Dawson | [ 137 ]       |
| 12 декабря  | «I Hope»            | Габби Барретт              | [ 138 ] | «Happy Anywhere»               | Блейк Шелтон при участии Гвен Стевани          | [ 139 ]       |
| 19 декабря  | «I Hope»            | Габби Барретт              | [ 140 ] | «Big, Big Plans»               | Chris Lane                                     | [ 141 ]       |
| 26 декабря  | «I Hope»            | Габби Барретт              | [ 142 ] | «Pretty Heart»                 | Паркер Макколлум                               | [ 143 ]       |

Примечания
- A^ — Country Songs — суммарный кантри-чарт, с учетом интернет-скачиваний (цифровых продаж), потокового контента и радиоэфиров.
- B^ — Country Airplay — радиоэфирный кантри-чарт (до 20 октября 2012 года был единственным и основным).